# Ulrich Boës

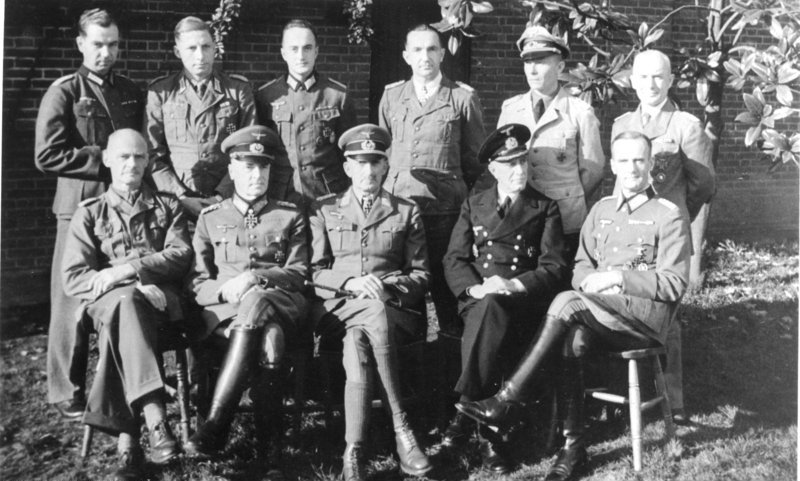
Major Ulrich Boes (hintere Reihe, Zweiter von links) im November 1943 mit anderen deutschen Kriegsgefangenen im Trent Park

Ulrich Hermann Willi Paul Boës (* 30. Januar 1911 in Elsdorf; † 22. Juni 1997 in Münster) war ein deutscher Offizier, zuletzt Brigadegeneral des Heeres der Bundeswehr.

## Werdegang
Boës trat am 1. April 1930 in die Reichswehr ein. Zum Leutnant wurde er am 1. August 1933 befördert. Nach den üblichen Offizierbeförderungen, welche er von Oktober bis Dezember 1940 an der Kriegsakademie durchgeführt hatte, wurde er ab Januar 1941 Generalstabsoffizier zbV im Wehrmachtsführungsstab, Führerhauptquartier Winniza. Am 1. Juli 1942 wurde er zum Major befördert und einen Monat später i. G. mit Rangdienstalter 1. Januar 1942. Ende November 1943 kam er als Erster Generalstabsoffizier (Ia) zur Division Broich/Manteuffel. Am 9. Mai 1943 geriet er in Tunesien in Kriegsgefangenschaft, kam von Mitte Juni 1943 bis Ende Januar 1944 erst nach Trent Park und später nach Kanada. Seine letzte Beförderung bei der Wehrmacht war die zum Oberstleutnant i. G. am 1. August 1943. Die Briten kamen durch die mitgehörten Gespräche von Boës zum Schluss, dass dieser „dicke und grobe“ Mann, welcher im Lager alles Britische ablehnte und der sogenannten „nazi clique“ angehörte, bei einer deutschen Niederlage als rachsüchtig anzusehen sei. Am 13. März 1947 wurde er aus der Kriegsgefangenschaft entlassen.
Nach Aufstellung der Bundeswehr trat er zum 1. Januar 1956 in diese ein. Er war zunächst Referatsleiter III 7 im Führungsstab des Heeres (Fü H) im Bundesministerium der Verteidigung in Bonn, dann ab Dezember 1959 Stabsabteilungsleiter I im Fü H, von Februar 1962 bis September 1964 Regimentskommandeur des Artillerieregiments 1 in Hannover, anschließend stellvertretender Korpsartilleriekommandeur 1 und ab Oktober 1964 Korpsartilleriekommandeur 1 in Münster, wo er 15. April 1965 zum Brigadegeneral befördert wurde. Im Folgenden war er von Oktober 1967 bis Ende September 1969 Kommandeur der Artillerieschule in Idar-Oberstein und wurde anschließend in den Ruhestand versetzt.
Sein Sohn ist Hannsjörn Boës.